# ماریانو پولیدو
ماریانو پولیدو (انگلیسی: Mariano Pulido; ۲۲ اوت ۱۹۵۶ – ۲ آوریل ۲۰۱۳) بازیکن فوتبال اهل اسپانیا بود.
از باشگاه‌هایی که در آن بازی کرده‌است می‌توان به باشگاه فوتبال الچه و باشگاه فوتبال سویا اشاره کرد.
وی همچنین در تیم‌های ملی فوتبال زیر ۱۸ سال اسپانیا و Spain national amateur football team بازی کرده‌است.